# Fronte Ampio (Paraguay)
Il Partito Fronte Ampio (in spagnolo Partido Frente Amplio) è un partito politico paraguaiano di orientamento socialista e progressista fondato nel 2002.
Nel 2010 ha aderito alla coalizione Fronte Guasú.

## Risultati elettorali
| Elezione | Elezione | Voti   | %    | Seggi  |
| -------- | -------- | ------ | ---- | ------ |
| 2018     | Camera   | 20 594 | 0,87 | 0 / 80 |
| 2018     | Senato   | 3 403  | 0,14 | 0 / 45 |